# لیلیان هایمن
لیلیان هایمن (به انگلیسی: Lillian Hayman) (زاده ۱۷ ژوئیهٔ ۱۹۲۲-درگذشته ۲۵ اکتبر ۱۹۹۴) بازیگر، خواننده آمریکایی بود.
از فیلم‌های معروف او می‌توان به بازی در فیلم مندینگو اشاره کرد.